# Ред-Ривер (приток Камберленда)
Ред-Ривер (англ. Red River) — река в штатах Теннесси и Кентукки (США), правый приток реки Камберленд. Длина реки составляет 158 км (по другим данным — 156 км).

## География
Исток реки Ред-Ривер находится в округе Самнер (Теннесси), вблизи населённого пункта Коттонтаун, на высоте около 284 м. После этого река течёт сначала на северо-запад, а затем преимущественно в западном направлении, несколько раз пересекая границу между штатами Теннесси и Кентукки. Река протекает по округам Самнер (Теннесси), Симпсон (Кентукки), Робертсон (Теннесси), Логан (Кентукки) и Монтгомери (Теннесси). Она впадает в реку Камберленд в городе Кларксвилл (округ Монтгомери, Теннесси) на высоте 109 м.
Площадь водосборного бассейна реки Ред-Ривер — 3763 км² (по другим данным, 3774 км²). Основные притоки — Саут-Форк-Ред-Ривер (South Fork Red River, впадает на высоте 148 м), Элк-Форк (Elk Fork, 122 м), Салфер-Форк-Ред-Ривер (Sulphur Fork Red River, 116 м) и Уэст-Форк-Ред-Ривер (West Fork Red River, 110 м). Помимо округов, по которым протекает река Ред-Ривер, её бассейн также охватывает округа Крисчен (Кентукки), Дейвидсон (Теннесси), Стьюарт (Теннесси), Тодд (Кентукки) и Тригг (Кентукки).
Средний расход воды в районе населённого пункта Порт-Ройал — 41,46 м³/c (данные 2022 года).

## История
Первое поселение европейцев на Ред-Ривере было основано весной 1780 года группой поселенцев во главе с Мозесом Ренфро, они же дали реке её современное название. Поселение было расположено в районе нынешнего Порт-Ройала, однако оно просуществовало лишь до лета того же года, когда практически все поселенцы, кроме одной женщины, были убиты индейцами.
В 1784 году у места впадения Ред-Ривера в Камберленд был основан город Кларксвилл, в то время входивший в состав Северной Каролины. В 1796 году, при образовании штата Теннесси, Кларксвилл вошёл в его округ Монтгомери.
В 1791 году на берегу реки была построена церковь Ред-Ривер (англ. Red River Church), ныне находящаяся в пределах города Адамс (округ Робертсон, Теннесси). Она стала первой церковью, находящейся к западу от плато Камберленд.
В 1797 году у места впадения Салфер-Форка в Ред-Ривер был основан город Порт-Ройал. Он играл важную роль в торговле и транспортировке табака, выращиваемого на местных плантациях, и служил пунктом инспекции табака. Из Порт-Ройала суда с табаком шли по реке Ред-Ривер до Камберленда, и далее через реки Огайо и Миссисипи до Нового Орлеана. Кроме табака, фермеры выращивали в долине Ред-Ривера кукурузу, сою и пшеницу.